# Fourneaux-le-Val
Fourneaux-le-Val – miejscowość i gmina we Francji, w regionie Normandia, w departamencie Calvados.
Według danych na rok 1990 gminę zamieszkiwały 183 osoby, a gęstość zaludnienia wynosiła 34 osoby/km² (wśród 1815 gmin Dolnej Normandii Fourneaux-le-Val plasuje się na 703. miejscu pod względem liczby ludności, natomiast pod względem powierzchni na miejscu 851.).